# Arab Air Carriers Organization
L'Arab Air Carriers Organization (in lingua araba: الإتحاد العربي للنقل الجوي - in italiano: Organizzazione Araba dei Trasporti Aerei), abbreviata AACO, è un'organizzazione regionale di commercio fondata nel 1965 dalla Lega degli Stati Arabi.
Il suo obiettivo è quello di promuovere la cooperazione e gli standard di qualità e sicurezza fra le compagnie aeree arabe. Ognuna delle compagnie basate nei 22 stati arabi può entrare a far parte di questa organizzazione.
La sede dell'Arab Air Carriers Organization (AACO) si trova a Beirut, in Libano; mentre l'Arab Air Carriers Organization Regional Training Center (AACORTC) (Centro Regionale di Addestramento dell'Organizzazione Araba dei Trasporti Aerei) ha sede ad Amman, in Giordania.
Attualmente l'AACO è composta da 24 membri:
1. Libia - Afriqiyah Airways
2. Algeria - Air Algérie
3. Emirati Arabi Uniti - Air Arabia
4. Egitto - Air Cairo
5. Egitto - EgyptAir
6. Emirati Arabi Uniti - Emirates
7. Emirati Arabi Uniti - Etihad Airways
8. Bahrein - Gulf Air
9. Iraq - Iraqi Airways
10. Giordania - Jordan Aviation
11. Kuwait - Kuwait Airways
12. Libia - Libyan Airways
13. Libano - Middle East Airlines
14. Oman - Oman Air
15. Palestina - Palestinian Airlines
16. Qatar - Qatar Airways
17. Marocco - Royal Air Maroc
18. Giordania - Royal Jordanian
19. Arabia Saudita - Saudi Arabian Airlines
20. Sudan - Sudan Airways
21. Siria - Syrian Arab Airlines
22. Libano - Trans Mediterranean Airways
23. Tunisia - Tunisair
24. Yemen - Yemenia